# Siegmund Huber
Siegmund Huber (22 de novembro de 1924 — data de morte desconhecida) foi um ciclista austríaco. Competiu em duas provas de ciclismo de estrada nos Jogos Olímpicos de Verão de 1948, disputadas na cidade de Londres.